# Shakuntala Devi (política)
Shakuntala Devi (Sangrampur, Raj británico; 10 de octubre de 1931-Patna, India; 9 de enero de 2022) fue una política india. 

## Biografía
Fue diputada, representando a Banka, Bihar, en la Lok Sabha, la cámara baja del Parlamento de la India, como miembro del Congreso Nacional Indio. Devi murió en Patna el 9 de enero de 2022, a los noventa años de edad.